# 審級
審級（しんきゅう）とは、同一の訴訟事件を上位の階級の裁判所に上訴することで複数回の審議を受けることができる制度（上訴制度）における、審議の上下関係（審級管轄）を表したものである。訴訟事件に限らず、決定・命令事件についても同様である。日本では原則として3階級の審議（裁判）を行う三審制を採用しているが、裁判所は簡易裁判所、家庭裁判所および地方裁判所、高等裁判所、最高裁判所の4階級に分かれており、その訴訟の性質によって審級が定められている。

## 審級表
判決に対する上訴の場合。決定・命令に対する上訴においては、第二審は「抗告審」、第三審は「再抗告審」となる。
|       | 第一審     | 第二審 （控訴審） | 第三審 （上告審） | 適用例 |
| ----- | ---------- | ----------------- | ----------------- | --- |
| 民 事 | 簡易裁判所 | 地方裁判所        | 高等裁判所        | 訴額140万円以下の民事訴訟など。（※憲法違反の判決などの場合における特別上告による第四審が存在する場合もある。） |
| 民 事 | 地方裁判所 | 高等裁判所        | 最高裁判所        | |
| 民 事 | 家庭裁判所 | 高等裁判所        | 最高裁判所        | 離婚などの人事訴訟                                                                                             |
| 民 事 | 高等裁判所 | （なし）          | 最高裁判所        | 特許関係の審決取消訴訟や独禁法関連訴訟                                                                         |
| 刑 事 | 簡易裁判所 | 高等裁判所        | 最高裁判所        | 罰金刑以下の刑事訴訟など                                                                                       |
| 刑 事 | 家庭裁判所 | 高等裁判所        | 最高裁判所        | 家庭事件の審判及び調停、少年保護事件の調査・審判                                                               |
| 刑 事 | 地方裁判所 | 高等裁判所        | 最高裁判所        | |
| 刑 事 | 高等裁判所 | （なし）          | 最高裁判所        | 内乱罪に該当する刑事訴訟                                                                                       |

## 飛越上告・跳躍上告
飛越上告（とびこしじょうこく）は民事訴訟法上の用語で、刑事訴訟法上では跳躍上告（ちょうやくじょうこく）と呼ばれる。一部では飛躍上告とも呼ばれ、第一審の終局判決に対して控訴するのではなく直接上告することである。飛越上告が許されるのは、第一審で認められた事件の事実関係について当事者間に争いがなく、法律問題（適用条文の相違、解釈への異論・不服など）についてのみ争いがある場合で、かつ当事者間に飛越上告についての合意がなされている場合に限られる。
第二審を飛び越すことの利点は、迅速な解決による経済的負担の軽減という面が大きい。

## 審級省略
通常の第一審を行うべき裁判所へではなく、第二審以降を管轄する裁判所へ直接提訴することを指す。
実務では、訴状（起訴状）を受け取った事務官または書記官が、申立人に一審裁判所へ出すよう指導し突き返される。